# ألكسيس فيلا
ألكسيس فيلا هو مصارع هاوي كوبي، ولد في 12 مارس 1971 في مقاطعة فيلا كلارا في كوبا.

## وصلات خارجية
- ألكسيس فيلا على موقع بيلاتور (الإنجليزية)
- ألكسيس فيلا على موقع شيردوغ (الإنجليزية)
- ألكسيس فيلا على موقع Tapology.com (الإنجليزية)
- ألكسيس فيلا على موقع قاعدة بيانات المصارعة الدولية (الإنجليزية)
- ألكسيس فيلا على موقع اللجنة الأولمبية الدولية (الإنجليزية)
- ألكسيس فيلا على موقع أوليمبيديا (الإنجليزية)
- ألكسيس فيلا على موقع IMDb (الإنجليزية)